# Albert Town
Albert Town is een plaats in de regio Otago op het Zuidereiland van Nieuw-Zeeland. De samenloop van de rivieren Clutha en Cardrona is hier gelegen. De plaats is genoemd naar Albert van Saksen-Coburg en Gotha. Vroeger werd de plaats ook wel Newcastle genoemd.

## Referentie
- The Reed Dictionary of New Zealand Place Names. Reed Books, Auckland (2002). ISBN 0-7900-0761-4.